# إبرة حبك
إبرة الحبك (الجمع: إِبَر الحَبْك) أو السنارة (الجمع: سِنَّارَات) هي أداة تستخدم في الحبك اليدوي لإنتاج الأقمشة المحبوكة. و هي على هيئة رمح مسنون من أحد طرفيه ومسدود من الطرف الأخر. إلا أن سنها ليس بحدة إبرة الخياطة. ولكل من الطرفين استخدامه، حيث أن وظيفة الطرف المسدود هي حماية الغرز النشطة من الانزلاق والحل، في حين يستخدم الطرف المدبب لشغل الغرز. تشغل الغرزة الجديدة بشكل عام عن طريق ايلاج الجزء المدبب لإحدى الابرتين في غرزة نشطة على الأبرة الأخرى، ولقط لفة من الخيط حول الإبرة الأولى وتمرريها من تلك الغرزة النشطة. بهذا تستقر الغرزة القديمة في النسيج، وتتشكل بدلا منها غرزة جديدة على الأبرة الأولى. وفي بعض الحالات، لتنفيذ أشكال معينة، قد يتم شغل الغرز من إبرة أخرى ثالثة (لعمل شكل الضفيرة مثلا) أو حتى شغل غرز من النسيج نفسه (أي تم شغلها من قبل).

## نظرة عامة
يتحدد مقاس الإبرة على حسب قطرها أولا، وطولها ثانيا. ويعتمد مقاس الغرزة الجديدة بشكل كبير على قطر الإبرة المستخدمة لشغلها، حيث يؤثر هذا القطر على طول لفة الخيط المستخدمة لتكوين هذه الغرزة، والمسحوبة من غرزة سابقة. لهذا، يمكن شغل الغرز الكبيرة باستعمال الإبر السميكة (ذات القطر العريض)،وعلى العكس، لابد من استعمال إبر رفيعة لشغل نسيج تريكو رقيق السمك. في معظم الحالات، يتم استخدام إبرتي الشغل من مقاس واحد، إلا في حالة الحياكة غير المنتظمة، حيث يتم استخدام مقاسات مختلفة من الإبر في نفس النسيج لعمل تأثير معين أو لتنفيذ التصميم، أو لتعريض النسيج بدون إضافة غرز جديدة. أما طول الإبرة، فيتحدد على أساسه عدد الغرز الممكن حملها على الإبرة، فالقطع الكبيرة التي تتكون من مئات الغرز تستلزم إبر أطول.
وتتوافر إبر التريكو في العديد من الأشكال والأصناف، وربما كان الشكل الأكثر شيوعا هو زوج من الإبر الطويلة المستقيمة الصلبة، ذات طرف مدبب وطرف مسدود. وأيضا، الإبرة المستديرة، وهي على شكل إبرتين قصيرتين مدببتين، موصولتين من أخرهما بحبل بلاستيكى؛ حيث يستخدم الطرفين الصلبين لشغل الغرز الجديدة، والحبل المرن للحفاظ على الغرز النشطة من الانزلاق. النوع الثالث يأتي على شكل مجموعة (أربعة أو خمسة) إبر قصيرة، صلبة، مدببة من الطرفين، تعرف بالإبر ذات الحدين، وتستخدم في عمل المنسوجات الاسطوانية أو المستديرة صغيرة القطر، كالأكمام والجوارب. أما النوع الرابع فهو إبرة الضفيرة، وهي إبرة واحدة صلبة وقصيرة (ذات سمك واحد غالبا)، في وسطها انحناء يمنع انزلاق الغرز، وتستخدم لتنفيذ شكل الضفيرة عن طريق حمل الغرز النشطة بشكل مؤقت لحين شغلها (حيث يتم تغيير ترتيب شغل الغرز).